# 5 Batalion 14 Środkowobośniackiej Brygady NOVJ
5 Batalion 14. Środkowobośniackiej Brygady Szturmowej NOVJ (serb. 5. батаљон 14. средњобосанске ударне бригаде НОВЈ) – polska formacja w partyzanckiej Narodowej Armii Wyzwolenia Jugosławii (NOVJ).
Partyzanci batalionu byli przedstawicielami polskiej, rusińskiej (m.in. Bojkowie i Łemkowie) oraz ukraińskiej mniejszości etnicznej w Bośni (potomkowie emigrantów z Galicji z XIX wieku, Polonia w Bośni liczyła ok. 20 tysięcy ludzi w latach 30. XX wieku). Batalion liczył początkowo około 200 żołnierzy podzielonych na 3 kompanie, pluton ciężkich karabinów maszynowych oraz pluton moździerzy, 6 września liczył już około 500 ludzi. Początkowo wchodził w skład 14 brygady natomiast 23 lipca 1944 wszedł w skład nowej 18 brygady 53 dywizji 5 korpusu bośniackiego.
Batalion powstał 7 maja 1944 w miejscowości Novi Martinac. We wrześniu 1944 przemianowano go na 3 Batalion. Oddział ten walczył na terenach Bośni, głównie przeciw nacjonalistycznym czetnikom, do rozwiązania w sierpniu 1945.
Flaga batalionu była biało-czerwona z czerwoną gwiazdą. Na furażerkach żołnierze polskiego pochodzenia pod czerwoną gwiazdką (materiałową bądź zrzutową metalową produkcji radzieckiej) mieli naszyty biało-czerwony prostokąt o wymiarach około 1,5 × 2 cm.
Dzieje batalionu opisano w książce Batalion śmiałych.

## Kalendarium walk batalionu

### 1944
- 28.06 – w rejonie Starego Martinca i Devetiny około godziny drugiej w nocy około 600 osobowa brygada czetnicka atakuje 5 batalion, zostaje jednak odparta z niemałymi stratami.
- 31.07–1.08 – walki z oddziałami 1 Kozackiej Dywizji Kawalerii pułkownika von Pannwitza na przedpolach Prnjavora. Polski batalion po kilku natarciach wycofał się w góry 1 sierpnia. Następnego dnia kozacy wycofali się z miasta za rzekę Savę, po czym do miasta wszedł 5 baon.
- 6.09 – zajęcie bez walki twierdzy Derventa. Zdobyto w niej cztery haubice i dwa działa. Do 18 brygady dołączyli dawni żołnierze pułku domobrańskiego (policja ustaszowska).
- 11.09 – zdobycie bronionej przez Niemców stacji kolejowej Lupljanica oraz 3 wagonów papierosów, 2 wagonów tytoniu i 1 wagonu materiałów sanitarnych. Niemców zginęło 10. Straty 5 baonu – 1 zabity, 7 rannych. Kilka dni później – nieudany napad czetników na 5 batalion osłaniający transport żywności dla szpital partyzanckiego w Prnjavorze.
- 18–28.09 – udział w oblężeniu Banja Luki. Walczyło w nim około 11 tysięcy titowskich partyzantów przeciw 12 tysiącom Niemców i ich sojuszników, Chorwatów (ustaszy). Siłom NOVJ udało się zająć większość miasta oprócz zamku, w którym bronili się hitlerowcy. Wówczas jednak na pomoc obrońcom przyszła część 1 Kozackiej Dywizji Kawalerii i 13 Dywizja Górska SS „Handschar” (łącznie około 5 tysięcy żołnierzy z czołgami i artylerią) które zmusiły partyzantów do odwrotu.
- 7.11 – zniszczenie torów na odcinku około 5 km między stacjami Lupljanica i Komarnice.
- 9.11 – atak na kolumnę około 400 esesmanów i ustaszy przedzierających się w kierunku Prnjavora. Kilkunastu Niemców zabitych.
- 12.11 – zaminowanie torów między stacjami Desice i Komarnice w wyniku którego niemiecki pociąg pancerny z załogą wyleciał w powietrze.
- 29.11 – zburzenie mostów we wsiach Kladare i Lupljanica.
- 18.12 – atak (razem z 4 batalionem 18 brygady) na 3 brygadę bośniacko-krajinskiego korpusu czetnickiego w wyniku którego została ona rozbita. Zginęło 40 czetników. Zdobyto 3 rkmy, 25 karabinów i 2 konie.

### 1945
- 5.02 – batalion przeprawia się przez rzekę Vrbas. Rozbicie oddziałów czetnickich we wsiach Karajzowce i Januzowce. We wsi Topola dochodzi do walki z ustaszami, w której ginie ich 51 a rannych zostaje 60.
- 7.02 – nieudany atak około 400 ustaszy z Bosanskiej Gradiski na batalion. Atakujący stracili 39 zabitych i kilkudziesięciu rannych w wyniku ataku na otwartym terenie po czym się wycofali.
- 28.02 na 1.03 – zajęcie nocą punktu oporu Karaule koło Zepca, zginęło 20 Niemców. Zdobyto armatę, karabin maszynowy i 40 granatów.
- 18.03 – atak na około 100 Niemców obok cerkwi w Stanovi – zginęło 20 Niemców. Zdobyto 2 kaemy, 11 karabinów, 1 peem, 3 pistolety i moździerz.
- 26.03 – samodzielny atak na umocnienia niemieckie w miejscowościach Breza i Rosulje, ginie 10 żołnierzy niemieckich.
- 8.04 – brawurowy atak na sztab 21 górskiego korpusu armijnego w rejonie Gradisca.
- 25.04 – 18 brygada dostała rozkaz powstrzymania marszu czetników. We wsi Ocaus czetnikom stanęły na drodze 2 bataliony Jugosłowiańskiej Armii Ludowej (przed marcem 1945 NOVJ), w tym polsko-rusiński. W walce zginęło 13 czetników a 26 było rannych. Zdobyto 5 rkm-ów, 1 pm i 24 karabiny.

Do 25 maja trwały walki z czetnikami. W okresie istnienia batalionu 93 jego żołnierzy zginęło, z czego 40 było Polakami.